# فارلي كيث
فارلي كيث (بالإنجليزية: Farley Keith)‏ هو منتج أسطوانات ودي جيه وموسيقي وملحن أمريكي، ولد في 25 فبراير 1962 في شيكاغو في الولايات المتحدة.

## وصلات خارجية
- فارلي كيث على موقع IMDb (الإنجليزية)
- فارلي كيث على موقع ميوزك برينز (الإنجليزية)
- فارلي كيث على موقع ميوزك برينز (الإنجليزية)
- فارلي كيث على موقع أول موفي (الإنجليزية)
- فارلي كيث على موقع أول ميوزيك (الإنجليزية)
- فارلي كيث على موقع أول ميوزيك (الإنجليزية)
- فارلي كيث على موقع أول ميوزيك (الإنجليزية)
- فارلي كيث على موقع ديسكوغز (الإنجليزية)
- فارلي كيث على موقع ديسكوغز (الإنجليزية)
- فارلي كيث على موقع ديسكوغز (الإنجليزية)